# Людвігсгафен-на-Рейні-Головний

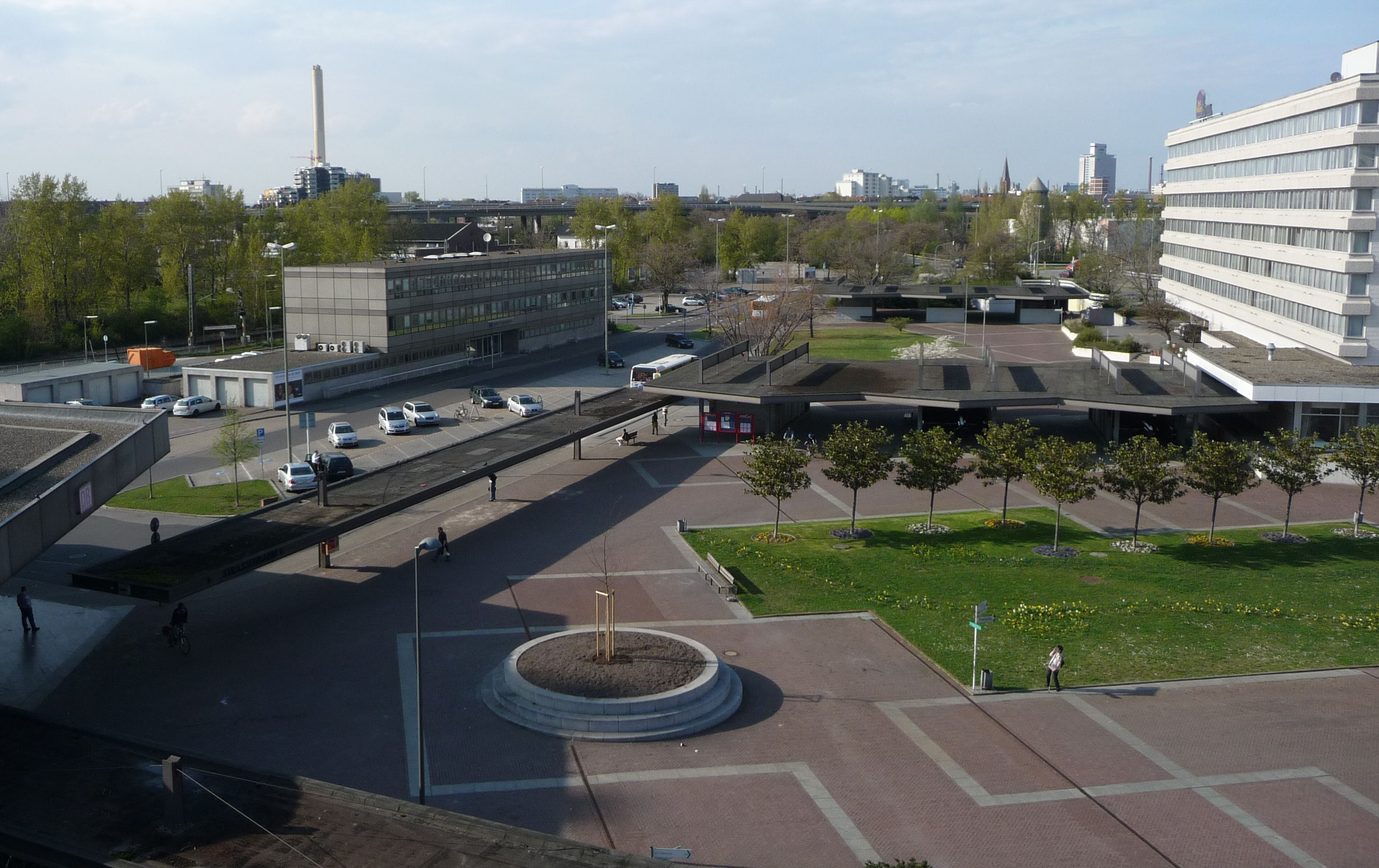
Передвокзальна площа у квітні 2009 року. Критий перехід веде до станції штадтбану

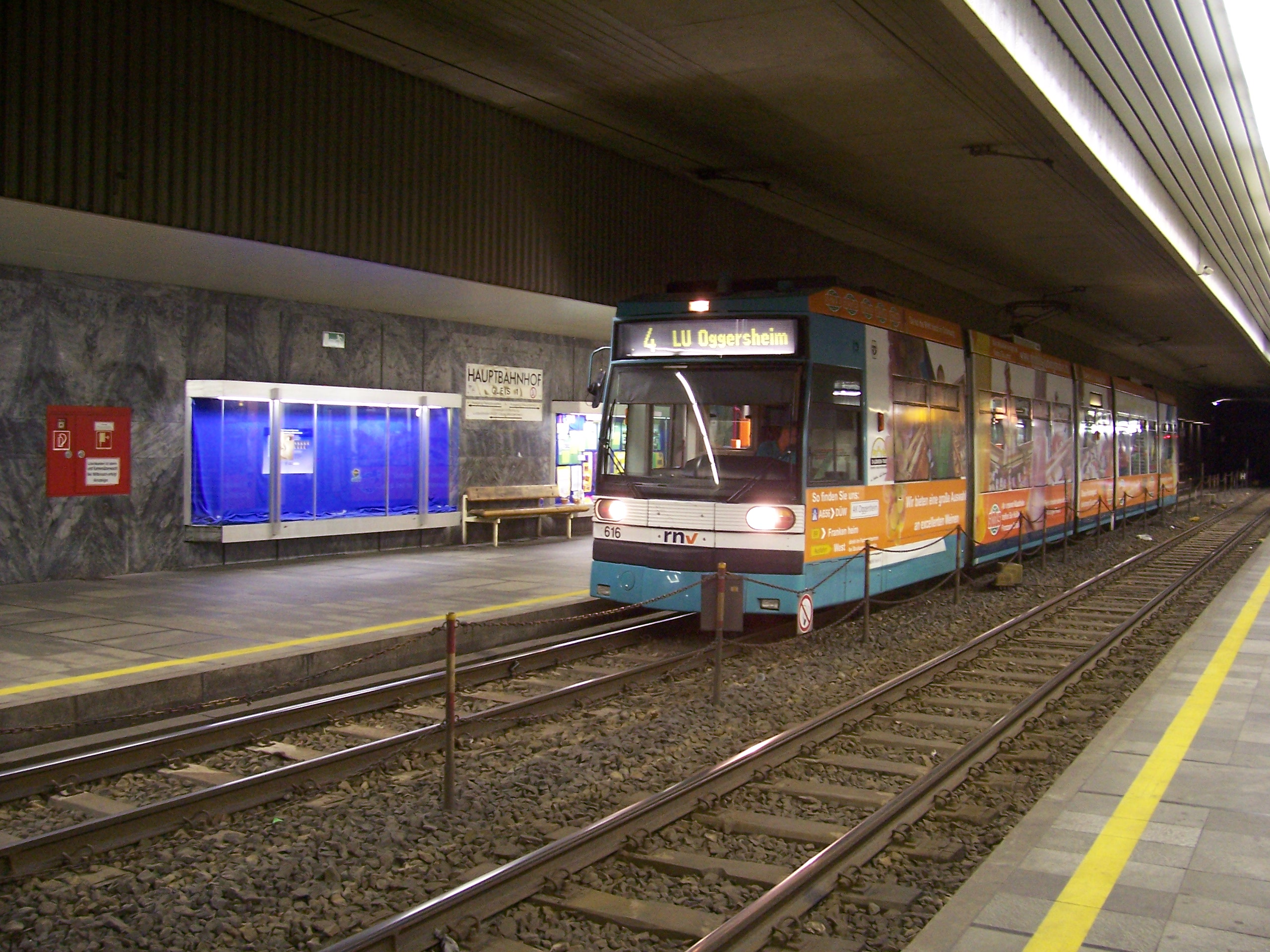
Підземна станція штадтбану

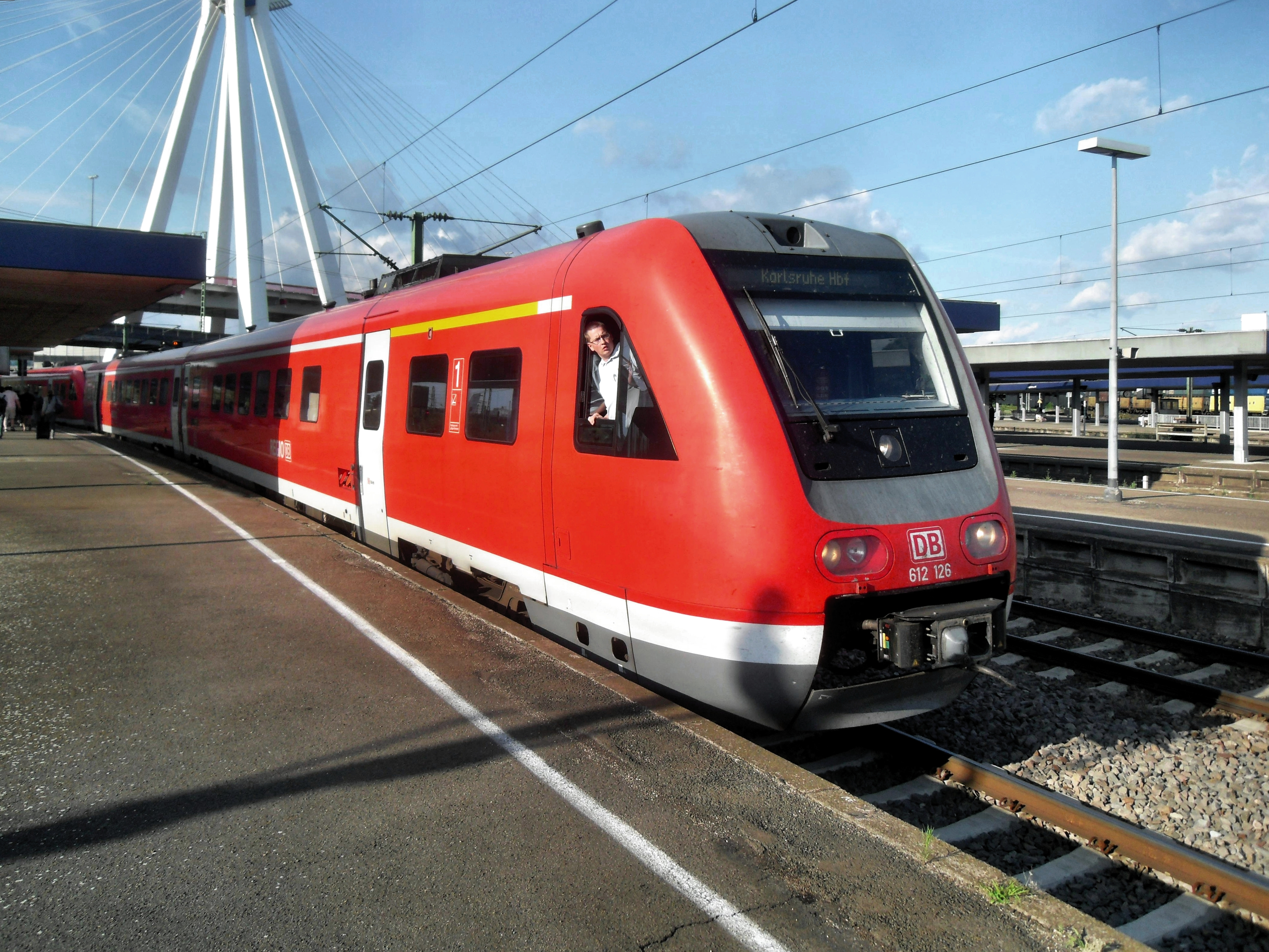
Regional-Express class 612 на Людвігсгафен-на-Рейні-Головний відправляється до Карлсруе

Людвігсгафен-на-Рейні-Головний (нім. Ludwigshafen (Rhein) Hauptbahnhof) — залізнична станція в Людвігсгафені-на-Рейні, земля Рейнланд-Пфальц, Німеччина. 
Станція, є поєднанням клиноподібної станції та дворівневого пересадного вузла, розташована на перетині ліній від Майнца та Нойштадт-ан-дер-Вайнштрассе до Мангайма. 
Deutsche Bahn класифікує її як станцію 2 категорії. 

Станцію Людвігсгафен збудовано в 1847 році як тупикову станцію в центрі сучасного Людвігсгафену. 
Сучасну станцію збудовано в 1969 році на захід від центру міста, але вона не виявилася успішною через невдале розташування.

## Історія

### Тупикова станція 1847–1969 рр.
Перша станція в Людвігсгафені була тупиковою в Райншанце, нині центральний Людвігсгафен, відкритою 11 червня 1847 року на Пфальцькій Людвігівській залізниці до вугільних шахт Бексбаха, нині Саарланд. 
Станція розташовувалася безпосередньо поруч із портом Вінтергафен, який відкрито в 1845 році, тому був можливий прямий доступ до Рейну. 

Будівля вокзалу була двоповерховою з годинниковою вежею та одноповерховими крилами з південного боку. 
Початкову будівлю вокзалу перебудовали з триповерховими крилами з обох боків, через відкриття лінії до Вормса 15 червня 1853 року та мосту через Рейн до Мангайма 25 лютого 1867 року.
Раннє підключення Людвігсгафену до залізничної мережі значно сприяло швидкому розвитку Людвігсгафену, 

але також спричинило значні міські проблеми, оскільки станція розділяла райони, які зараз називаються Норд та Мітте. 
У 1890 році відкрито віадук, що пролягав через Людвігсштрассе над залізницею. 
Пізніше прокладено трамвайні колії до Фрізенгайму і далі до Оппау. 
До кінця 1960-х років цей міст був єдиною магістральною дорогою, що сполучає північ-південь у Людвігсгафені, тому зі збільшенням автомобільного руху він став вузьким місцем. 
Міст експлуатувався для трамвайного руху до січня 1974 року. 

Наприкінці XIX століття вокзал розширили. 
Також побудували сортувальну станцію на лінії до Нойштадта зі сполучними коліями до залізниць до Мангайма та Вормса. 
Під час Другої світової війни залізничні споруди в Людвігсгафені частково зруйновано. 

Станцію відбудували у спрощеному вигляді в 1954 році.
Існували різні проєкти щодо заміни тупикової станції наскрізною. 
Одному з них завадила Друга світова війна, а інший відхилив федеральний уряд на початку 1950-х років, оскільки він не забезпечував сполучення із заводом BASF. 
У травні 1959 року відкрито сполучення між лініями з Майнца та Мангайма для швидкісних пасажирських поїздів далекого сполучення та вантажних поїздів вартістю 16 мільйонів німецьких марок. 
Раніше всі поїзди на цьому маршруті мали рухатися реверсивно або на тупиковій станції, або на вантажному дворі. 

### Реконструкція 1962–1971 рр.
Наприкінці 1950-х років вирішили побудувати нову станцію на її нинішньому місці в рамках комплексного транспортного плану для Мангайма та Людвігсгафену. 

Нову пасажирську станцію побудували у трикутній формі на двох рівнях. 

На верхньому рівні були дві платформні колії та дві наскрізні колії без платформ на лінії Мангайм — Вормс — Майнц, яка була розвитком сполучення, відкритого в 1959 році. 
Трикутна станція нижнього рівня має вісім платформних колій на широко розташованій ділянці. 
Західні платформи обслуговують колії між Мангаймом та Нойштадтом; східні платформи обслуговують колії до Нойштадту та Майнцу, а також приміські поїзди з Пфальца до заводу BASF. 
Над станцією також побудували вантовий міст для федеральної автомагістралі B 37, а під ним – трамвайний тунель і тунель для пішоходів і велосипедистів.
Будівля вокзалу частково побудована під естакадними платформами. 
Передній майданчик вокзалу розділений на три частини. 
Стоянки таксі та парковка розташовані в західній частині. 
Автобусна станція знаходиться на сході під головною вулицею. 
Посередині під пішохідною зоною побудовано чотириколійний тунель трамвайної станції; вона також використовується поїздами Рейнсько-Гардтської залізниці. 
Згідно з угодою 1962 року, укладеною з Людвігсгафеном, місто зобов'язалося спорудити пересадний вузол з нової центральної станції на дорожню та трамвайну мережу. 
Підземну трамвайну станцію побудовано в очікуванні запланованого закриття трамвайної мережі Людвігсгафену 

Важливою передумовою реконструкції станції було перенесення вантажної та сортувальної станцій до Мангайму.

### Нова станція в 1969 році
Нову станцію було відкрито у травні 1969 року, і її описували як одну з найцікавіших та найпривабливіших будівель  Deutsche Bundesbahn. 
 
Зазначали, що демонтаж тупикової станції надасть Людвігсгафену можливості для міського розвитку. 

Новий розклад руху після перенесення станції майже не змінився: поїзди далекого прямування та Trans Europ Express продовжували курсувати до Мангайма без зупинки в Людвігсгафені. 

Залізничну ділянку навколо старого тупикового вокзалу розчистили, і побудували другу автомагістраль до Мангайму, причому федеральна автомагістраль B 44 проходила від північного кінця нового вокзалу до мосту Курта Шумахера через Рейн до Мангайму. 
У вересні 1976 року трамваї почали курсувати новою підземною колією. 
У 1979 році на місці колишнього тупикового вокзалу відкрився Rathaus-Center; це висотна будівля, що складається з торгового центру та міської ратуші. 
Західна частина колишньої залізничної території все ще була значною мірою занедбаною на 2008 рік. 

У розкладі руху поїздів на літо 2000 року 16 поїздів InterRegio припинили трафік до Людвігсгафену. 
У грудні 2003 року розпочав роботу S-Bahn Рейн-Неккар. 
На станції побудували депо для обслуговування поїздів S-Bahn вартістю 16 мільйонів євро. 

Лінію через до Мангайма було розширено до чотирьох колій, а нову станцію Людвігсгафен-на-Рейні-Мітте побудували на ній ближче до центру Людвігсгафену. 
Ще в 1973 році Deutsch Bundesbahn представив цей проєкт як дешевший спосіб покращення транспортного сполучення міста. 

Деякі поїзди Regional-Express, які зараз зупиняються на станції Людвігсхафен-Мітте, не зупиняються на Людвігсгафен-Головний.
У грудні 2008 року компанія Rhein-Neckar Transport закрила дві з чотирьох трамвайних колій, що ведуть до станції, включно з лінією, що проходить через трамвайний тунель. 
Зрештою, цей маршрут використовувався лише в години пік, приблизно 1000 пасажирів щодня. 

## Операції
У розкладі руху 2017 року щоденний рейс EC 217 до Граца є єдиним рейсом далекого сполучення на станції. Крім того, станція є зупинкою для ліній міської залізниці S-Bahn S1–S4 та різних регіональних маршрутів.

### Далеке прямування
| Тип   | Маршрут | Інтервал             |
| ----- | --- | -------------------- |
| EC 62 | Саарбрюккен-Головний – Кайзерслаутерн-Головний – Людвігсгафен – Мангайм-Головний – Штутгарт-Головний – Ульм-Головний – Аугсбург-Головний – Мюнхен-Головний – Зальцбург-Головний – Бішофсгофен – Зельцталь – Шладмінг – Грац-Головний | 1 пара поїздів щодня |

### Регіональний та приміський трафік
| Лінія | Маршрут | № маршруту    | Оператор         | Інтервал     |
| ----- | --- | ------------- | ---------------- | ------------ |
| S1}   | Гомбург-Головний – Кайзерслаутерн-Головний – Нойштадт-Вайнштрассе-Головний – Шиферштадт – Людвігсгафен – Мангайм-Головний – Гайдельберг-Головний – Ебербах – Мосбах – Остербуркен | 665.1-2       | DB Regio Südwest | 60 хв        |
| S2    | Кайзерслаутерн – Нойштадт-Вайнштрассе – Шиферштадт – Людвігсгафен – Мангайм – Гайдельберг – Ебербах (– Мосбах)                                                                    | 665.1-2       | DB Regio Südwest | 60 хв        |
| S3    | Гермерсгайм – Шпаєр-Головний – Шиферштадт – Людвігсгафен – Мангайм – Гайдельберг – Брухзаль – Карлсруе-Головний                                                                   | 665.3-4       | DB Regio Südwest | 60 хв        |
| S4    | Гермерсгайм – Шпаєр – Шиферштадт – Людвігсгафен – Мангайм – Гайдельберг – Брухзаль                                                                                                | 665.3-4       | DB Regio Südwest | 60 хв        |
| S6    | Майнц-Головний – Вормс-Головний – Людвігсгафен – Мангайм (– Вайнгайм-Головний – Бенсгайм)                                                                                         | 660           | DB Regio Südwest | 30 хв        |
| RE 1  | Кобленц-Головний – Трір-Головний – Саарбрюккен-Головний – Гомбург – Кайзерслаутерн – Нойштадт-Вайнштрассе – Людвігсгафен – Мангайм                                                | 670, 685, 690 | DB Regio Südwest | Окремі рейси |
| RE 4  | Майнц – Вормс – Людвігсгафен – Шпаєр – Карлсруе | 660           | DB Regio Südwest | 120 хв       |
| RE 14 | Майнц – Вормс – Франкенталь-Головний – Людвігсгафен – Мангайм | 660           | DB Regio Südwest | Окремі рейси |